# 酒井健二 (実業家)
酒井 健二（さかい けんじ、1947年6月9日 - 2018年5月1日）は、日本の経営者。日本ペイント社長、会長を務めた。

## 来歴・人物
山口県出身。1973年に広島大学大学院工学研究科を修了し、同年4月に日本ペイントに入社した。2004年4月に執行役員に就任し、2005年6月に取締役、2007年6月に専務を経て、2009年4月に社長に就任し、2014年10月には日本ペイントホールディングスに就任。2015年4月に会長に就任。
2018年5月1日、急性心不全のために死去。70歳没。